# Davron
Davron ist eine französische Gemeinde mit 282 Einwohnern (Stand: 1. Januar 2022) im Département Yvelines in der Region Île-de-France. Sie gehört zum Arrondissement Saint-Germain-en-Laye und zum Kanton Verneuil-sur-Seine (bis 2015: Poissy-Sud). Die Einwohner werden Davronais genannt.

## Geographie
Davron liegt etwa 30 Kilometer westnordwestlich von Paris. Umgeben wird Davron von den Nachbargemeinden Crespières im Norden und Westen, Feucherolles im Osten und Nordosten, Chavenay im Südosten sowie Thiverval-Grignon im Süden und Südwesten.

## Bevölkerungsentwicklung
| 1962 | 1968 | 1975 | 1982 | 1990 | 1999 | 2006 | 2012 |
| ---- | ---- | ---- | ---- | ---- | ---- | ---- | ---- |
| 189  | 174  | 233  | 259  | 231  | 303  | 386  | 322  |

## Sehenswürdigkeiten
Siehe auch: Liste der Monuments historiques in Davron
- Kirche Sainte-Madeleine, Glockenturm aus dem 12. Jahrhundert, Kapellenanbau aus dem 19. Jahrhundert

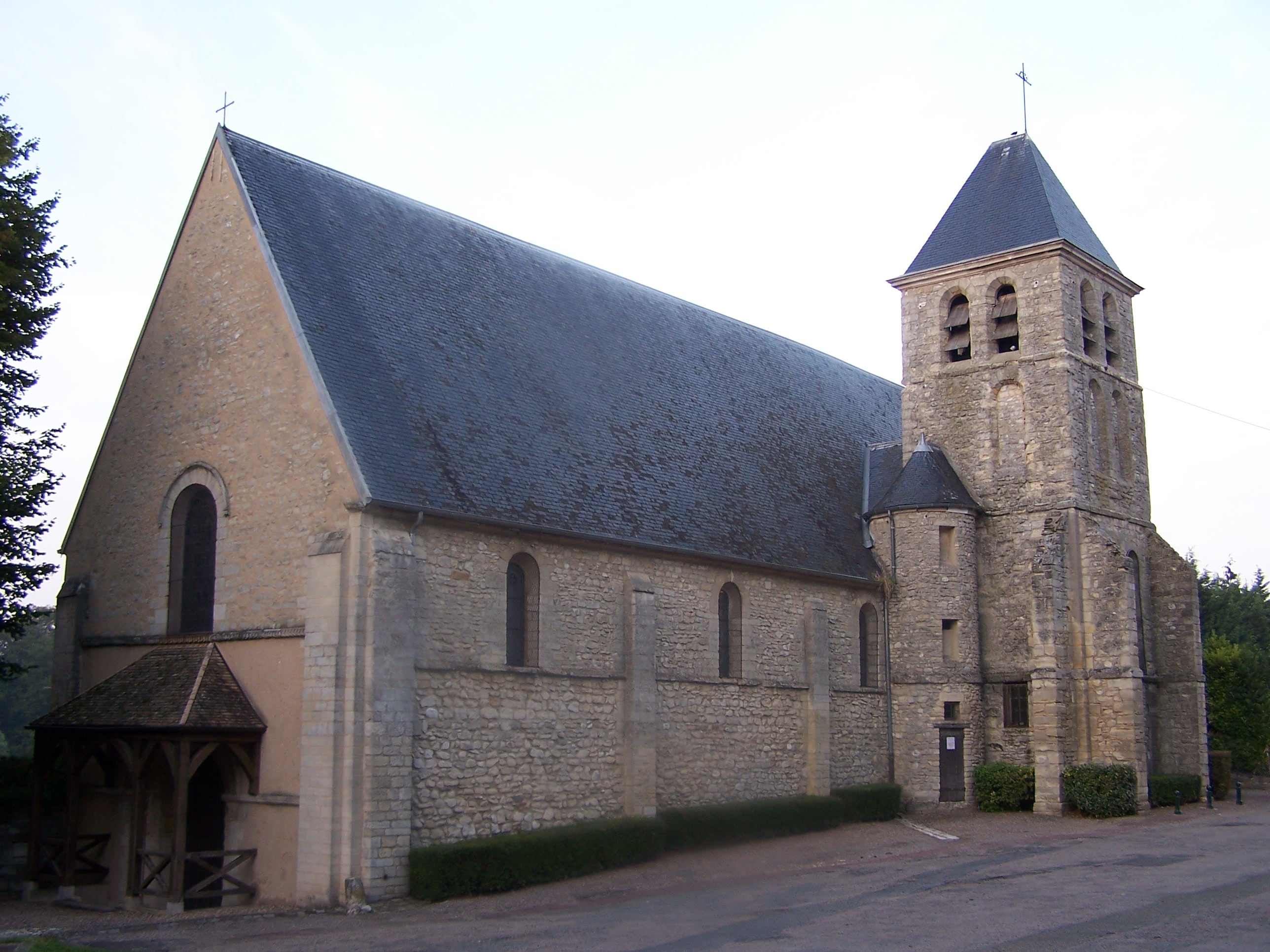
Kirche Sainte-Madeleine